# تشارلز بينيت
تشارلز بينيت (بالإنجليزية:Charles Bennett) (مواليد 11 مارس 1889 - وفيات 15 فبراير 1943).ممثل أفلام أمريكي . نجح في معظم الأفلام الصامتة، وعلى الأخص في جميع أنحاء عام 1915. وظهر في أكثر من مائة فيلم بين 1912 حتى وفاته في عام 1943 .
ولد بينيت في دنيدن، ونيوزيلندا، وتوفي في هوليوود، كاليفورنيا.

## روابط خارجية
- تشارلز بينيت على موقع IMDb (الإنجليزية)
- تشارلز بينيت على موقع تيرنر كلاسيك موفيز (الإنجليزية)
- تشارلز بينيت على موقع أول موفي (الإنجليزية)
- تشارلز بينيت على موقع قاعدة بيانات برودواي على الإنترنت (الإنجليزية)
- تشارلز بينيت على موقع قاعدة بيانات الأفلام السويدية (السويدية)
- تشارلز بينيت على موقع قاعدة بيانات الفيلم (الإنجليزية)
- تشارلز بينيت على موقع كينوبويسك (الروسية)